# Friedhof Schlitz

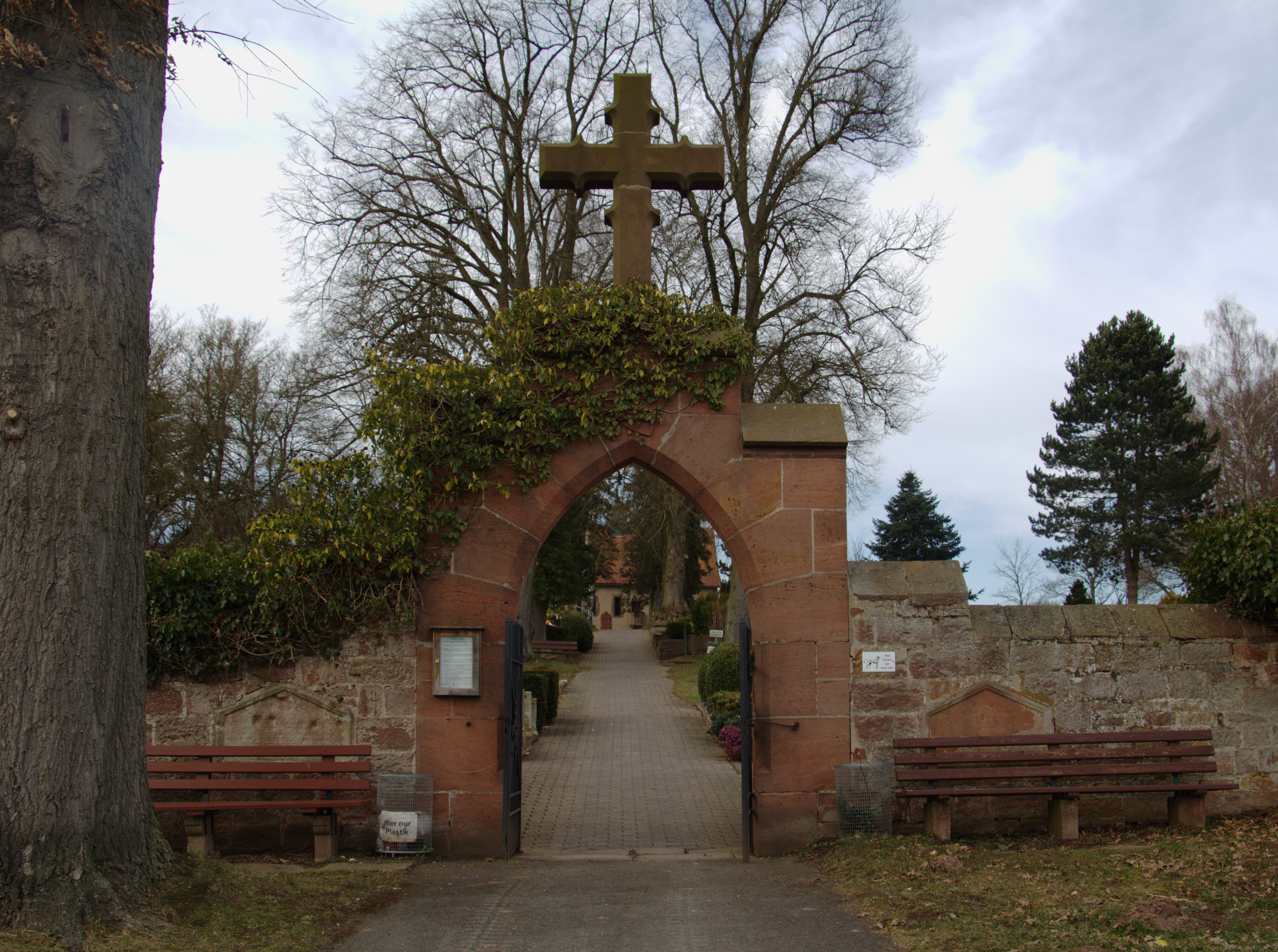
Portal des Friedhofs in Schlitz

Der Friedhof Schlitz ist der Friedhof in Schlitz, einer Stadt im Vogelsbergkreis in Osthessen. Er steht als Gesamtanlage als Kulturdenkmal unter Denkmalschutz.

## Geschichte
An der Steller des heutigen Friedhofs bestand bereits vor 1565 ein Kirchengebäude. Der Friedhof Schlitz wurde spätestens 1591 angelegt, 1855 neu strukturiert und 1878 sowie 1907 erweitert. Die Friedhofskapelle, die Sandkirche Schlitz wurde 1612 erbaut. Auch die Sandkirche steht als Kulturdenkmal unter Denkmalschutz.

## Portal
Das Friedhofsportal aus rotem Sandstein im Süden des Friedhofs zeigt das Stadtwappen. Es entstand 1855 wohl nach Plänen der Architekten Hugo von Ritgen und Adalbert Schneller.

## Gräber
Eine Reihe von Gräbern sind besonders erhaltenswert.
| Jahr    | Name                                                  | Lage                                         | Beschreibung | Bild |
| ------- | ----------------------------------------------------- | -------------------------------------------- | --- | --- |
| 1817    | Fresenius                                             | Freistehend                                  | Klassizistisches Grabmal in Form eines Kubus, geschmückt mit dem Relief einer sich in den Schwanz beißenden Schlange mit zwei gekreuzten, verlöschenden Fackeln. | Bild gesucht Die Wikipedia wünscht sich an dieser Stelle ein Bild vom Ort mit diesen Koordinaten 50.68007 9.55654 . Motiv: Grabmal Fresenius Falls du dabei helfen möchtest, erklärt die Anleitung , wie das geht. BW                      |
| 1839    | Oberkirchenrat Johann Ferdinand Schlaz                | Freistehend                                  | Schmuckloses Kalksteinkreuz. | Bild gesucht Die Wikipedia wünscht sich an dieser Stelle ein Bild vom Ort mit diesen Koordinaten 50.68007 9.55654 . Motiv: Grabmal Schlaz Falls du dabei helfen möchtest, erklärt die Anleitung , wie das geht. BW                         |
| 1913    | Dekan Franz Schmidt                                   | Freistehend                                  | Kalksteinkreuz auf rechteckigem Sockel. | Bild gesucht Die Wikipedia wünscht sich an dieser Stelle ein Bild vom Ort mit diesen Koordinaten 50.68007 9.55654 . Motiv: Grabmal Franz Schmidt Falls du dabei helfen möchtest, erklärt die Anleitung , wie das geht. BW                  |
| 1777    | Zwei 1777 verunglückte Kinder                         | Freistehend                                  | Hochovale geschweifte Stele mit viereckigem Hauptmotiv in der Mitte.                                                                                             | Bild gesucht Die Wikipedia wünscht sich an dieser Stelle ein Bild vom Ort mit diesen Koordinaten 50.68007 9.55654 . Motiv: Grabmal Kinder Falls du dabei helfen möchtest, erklärt die Anleitung , wie das geht. BW                         |
| 1859    | Hofrat Lange und seine Witwe                          | Freistehend                                  | Zwei gleichartige Kreuze rechts und links des Weges zum Eingang der Sandkirche.                                                                                  | Bild gesucht Die Wikipedia wünscht sich an dieser Stelle ein Bild vom Ort mit diesen Koordinaten 50.68007 9.55654 . Motiv: Grabmal Lange Falls du dabei helfen möchtest, erklärt die Anleitung , wie das geht. BW                          |
| um 1860 | Familiengrab Schilling                                | Nordmauer                                    | Gotisierendes Kreuz mit achtseitigen genasten Armen. | Bild gesucht Die Wikipedia wünscht sich an dieser Stelle ein Bild vom Ort mit diesen Koordinaten 50.68053 9.55597 . Motiv: Grabmal Schilling Falls du dabei helfen möchtest, erklärt die Anleitung , wie das geht. BW                      |
| 1862    | F. Christian Trier                                    | Nordmauer                                    | Kleiner Sandsteinzippus, darüber ein gußeisenes Kreuz. | Bild gesucht Die Wikipedia wünscht sich an dieser Stelle ein Bild vom Ort mit diesen Koordinaten 50.68053 9.55597 . Motiv: Grabmal Trier Falls du dabei helfen möchtest, erklärt die Anleitung , wie das geht. BW                          |
| 1839    | Jungblut                                              | Nordmauer                                    | Kleiner Sandsteinzippus, das gusseiserner Kreuz darüber ist verloren gegangen.                                                                                   | Bild gesucht Die Wikipedia wünscht sich an dieser Stelle ein Bild vom Ort mit diesen Koordinaten 50.68053 9.55597 . Motiv: Grabmal Jungblut Falls du dabei helfen möchtest, erklärt die Anleitung , wie das geht. BW                       |
| 1837    | Familiengrab Dieffenbach                              | Nordmauer                                    | Gebrochene Säule (für Johanna Schlenz). | Bild gesucht Die Wikipedia wünscht sich an dieser Stelle ein Bild vom Ort mit diesen Koordinaten 50.68053 9.55597 . Motiv: Grabmal Dieffenbach Falls du dabei helfen möchtest, erklärt die Anleitung , wie das geht. BW                    |
| 1904    | Erbgraf Karl August Constantin Schlitz gen. von Görtz | Ostdmauer, Grabfeld Schlitz gen. von Görtz   | Ädikula aus rotem Sandstein, mittig ein Kreuz, eingerahmt durch zwei Säulen.                                                                                     | Bild gesucht Die Wikipedia wünscht sich an dieser Stelle ein Bild vom Ort mit diesen Koordinaten 50.68053 9.55597 . Motiv: Grabmal Karl August Constantin Schlitz Falls du dabei helfen möchtest, erklärt die Anleitung , wie das geht. BW |
| 1885    | Graf Karl Schlitz gen. von Görtz                      | Ostmauer, Grabfeld Schlitz gen. von Görtz    | Kreuz auf dreiteiligem Sockel (auf dem Bild mittig in zweiter Reihe).                                                                                            | |
| 1914    | Graf Emil Schlitz gen. von Görtz                      | Ostmauer, Grabfeld Schlitz gen. von Görtz    | gusseisernes Kreuz auf dreiteiligem Sockel (auf dem Bild mittig in dritter Reihe).                                                                               | |
| 1935    | Graf Friedrich Wilhelm August Schlitz gen. von Görtz  | Ostmauer, Grabfeld Schlitz gen. von Görtz    | Kreuz auf dreiteiligem Sockel (auf dem Bild rechts in dritter Reihe).                                                                                            | |
| 1835    | Oberlehrer Philipp Jäger                              | Ostmauer, Grabfeld Schlitz gen. von Görtz    | Gebrochene Säule | Bild gesucht Die Wikipedia wünscht sich an dieser Stelle ein Bild vom Ort mit diesen Koordinaten 50.68053 9.55597 . Motiv: Grabmal Philipp Jäger Falls du dabei helfen möchtest, erklärt die Anleitung , wie das geht. BW                  |
| 1835    | Drei Ehefrauen von Conrad Simon                       | Ostmauer                                     | Conrad Simon heiratete hintereinander drei Schwestern geborene Jäger (die erste starb 1814, die letzte 1837). Das Grabmal ist ein klassizistischer Pfeiler       | Bild gesucht Die Wikipedia wünscht sich an dieser Stelle ein Bild vom Ort mit diesen Koordinaten 50.68053 9.55597 . Motiv: Grabmal Simon Falls du dabei helfen möchtest, erklärt die Anleitung , wie das geht. BW                          |
| 0       | Gräflicher Sekretär Schwarz                           | Ostmauer                                     | Hohes klassizistisches Eisenkreuz | Bild gesucht Die Wikipedia wünscht sich an dieser Stelle ein Bild vom Ort mit diesen Koordinaten 50.68053 9.55597 . Motiv: Grabmal Schwarz Falls du dabei helfen möchtest, erklärt die Anleitung , wie das geht. BW                        |
| 0       | Fabrikantenfamilie Langheinrich                       | Ostmauer                                     | Kreuze | Bild gesucht Die Wikipedia wünscht sich an dieser Stelle ein Bild vom Ort mit diesen Koordinaten 50.68053 9.55597 . Motiv: Grabmal Langheinrich Falls du dabei helfen möchtest, erklärt die Anleitung , wie das geht. BW                   |
| 0       | Fabrikantenfamilie Schul                              | Ostmauer                                     | Neoklassizistischer Säulenstumpf | Bild gesucht Die Wikipedia wünscht sich an dieser Stelle ein Bild vom Ort mit diesen Koordinaten 50.68053 9.55597 . Motiv: Grabmal Schul Falls du dabei helfen möchtest, erklärt die Anleitung , wie das geht. BW                          |
| 0       | Fabrikantenfamilie Niepoth                            | Ostmauer                                     | Hohes klassizistisches Eisenkreuz | Bild gesucht Die Wikipedia wünscht sich an dieser Stelle ein Bild vom Ort mit diesen Koordinaten 50.68053 9.55597 . Motiv: Grabmal Niepoth Falls du dabei helfen möchtest, erklärt die Anleitung , wie das geht. BW                        |
| 0       | Friedrich Metzendorf und Frau                         | Älterer Friedhofsteil abseits der Sandkirche | Zwei rechteckige Stelen, gekrönt durch jeweils ein Kreuz | Bild gesucht Die Wikipedia wünscht sich an dieser Stelle ein Bild vom Ort mit diesen Koordinaten 50.68053 9.55597 . Motiv: Grabmal Metzendorf Falls du dabei helfen möchtest, erklärt die Anleitung , wie das geht. BW                     |
| ab 1845 | Familie Schmidt                                       | Älterer Friedhofsteil abseits der Sandkirche | Grußeisenkreuz für Daniel Schmidt († 1845), klassizistische Zippus für Heinrich Wilhelm Fischer († 1854), Plastik eines trauernden Engels aus Kunststein         | Bild gesucht Die Wikipedia wünscht sich an dieser Stelle ein Bild vom Ort mit diesen Koordinaten 50.68053 9.55597 . Motiv: Grabmal Familie Schmidt Falls du dabei helfen möchtest, erklärt die Anleitung , wie das geht. BW                |
| um 1900 | Familie Friedrich Zöller                              | Älterer Friedhofsteil abseits der Sandkirche | Helle Sandsteinwand, in der Mitte ein hohes Kreuz, schwarze Steintafeln mit den Namen                                                                            | Bild gesucht Die Wikipedia wünscht sich an dieser Stelle ein Bild vom Ort mit diesen Koordinaten 50.68053 9.55597 . Motiv: Grabmal Zöller Falls du dabei helfen möchtest, erklärt die Anleitung , wie das geht. BW                         |
| 0       | Familie Heinrich Metzendorf                           | Südmauer                                     | Ädikula aus Sandstein | Bild gesucht Die Wikipedia wünscht sich an dieser Stelle ein Bild vom Ort mit diesen Koordinaten 50.67938 9.55688 . Motiv: Grabmal Heinrich Metzendorf Falls du dabei helfen möchtest, erklärt die Anleitung , wie das geht. BW            |
| 0       | Familie Heinrich Lachmann                             | Südmauer                                     | Mehrteiliger Stelenaufbau | Bild gesucht Die Wikipedia wünscht sich an dieser Stelle ein Bild vom Ort mit diesen Koordinaten 50.67938 9.55688 . Motiv: Grabmal Lachmann Falls du dabei helfen möchtest, erklärt die Anleitung , wie das geht. BW                       |
| 0       | Familie Heinrich Lachmann                             | Südmauer                                     | Mehrteiliger Stelenaufbau | Bild gesucht Die Wikipedia wünscht sich an dieser Stelle ein Bild vom Ort mit diesen Koordinaten 50.67938 9.55688 . Motiv: Grabmal Lachmann Falls du dabei helfen möchtest, erklärt die Anleitung , wie das geht. BW                       |
| 0       | Anonymes Grabmal                                      | Südostecke des Friedhofs                     | Sandsteinkreuz mit Maßwerkreliefs | Bild gesucht Die Wikipedia wünscht sich an dieser Stelle ein Bild vom Ort mit diesen Koordinaten 50.67938 9.55688 . Motiv: Grabmal Lachmann Falls du dabei helfen möchtest, erklärt die Anleitung , wie das geht. BW                       |

## Gefallenendenkmal
Das Gefallenendenkmal an der Südmauer erinnert an die Kriegstoten der Weltkriege. Es handelt sich um einen rechteckigen Pfeiler, gekränt mit Eisernem Kreuz. Es stammt aus dem Jahr 1922.